# 寶島晦姬蝽
寶島晦姬蝽（学名：Phorticus formosanus）为姬蝽科晦姬蝽屬下的一个种。其种加词“formosanus”意为“台湾的”。